# Acer subglaucum
Acer subglaucum é uma espécie de árvore do gênero Acer, pertencente à família Aceraceae.